# Thèse de Tate
En théorie des nombres, la thèse de Tate est la thèse de doctorat de 1950 de John Tate (1950) (Fourier Analysis in Number Fields and Hecke's Zeta-Functions) réalisé sous la direction d'Emil Artin à l'Université de Princeton. Dans ce travail, Tate a utilisé une intégration invariante par translation sur le groupe localement compact des idèles pour relever la fonction zêta tordue par un caractère de Hecke, c'est-à-dire une fonction L de Hecke, d'un corps de nombres en une intégrale et étudier ses propriétés. En utilisant l'analyse harmonique, plus précisément la formule  sommatoire de Poisson, il a prouvé l'équation fonctionnelle et la continuation méromorphe de des fonctions L de Hecke. Il a également localisé les pôles de la fonction zêta tordue. Son travail peut être considéré comme une reformulation élégante et puissante d'un travail d'Erich Hecke sur la preuve de l'équation fonctionnelle de la fonction L de Hecke. Erich Hecke avait utilisé fonction thêta de Jacobi généralisée associée à un corps de nombres algébriques et un réseau sur l'anneau des entiers de ce corps.

## Théorie d'Iwasawa-Tate
Kenkichi Iwasawa a découvert indépendamment la même méthode (sans analogue de la théorie locale dans la thèse de Tate) pendant la Seconde Guerre mondiale et l'a annoncé dans son article au Congrès international des mathématiciens de 1950 et dans sa lettre à Jean Dieudonné écrite en 1952. Cette théorie porte donc souvent les noms d'Iwasawa-Tate. Iwasawa dans sa lettre à Dieudonné a décrit sur plusieurs pages non seulement la continuation méromorphe et l'équation fonctionnelle de la fonction L, il a également prouvé la finitude du nombre de classe et le théorème de Dirichlet sur les unités comme corollaire immédiats du calcul principal. La théorie en caractéristique positive a été développée une décennie plus tôt par Ernst Witt, Wilfried Schmid et Oswald Teichmüller.
La théorie d'Iwasawa-Tate utilise plusieurs structures issues de la théorie du corps de classes, cependant elle n'utilise aucun résultat profond de cette dernière.

## Généralisations
La théorie d'Iwasawa-Tate fut étendue au groupe général linéaire GL(n) sur un corps de nombres algébriques et des représentations automorphes de son groupe adélique par Roger Godement et Hervé Jacquet en 1972 qui ont jeté les fondements de la correspondance de Langlands. La thèse de Tate peut être considérée comme le cas GL(1) de l'œuvre de Godement-Jacquet.